# Filippo Guastavillani
Filippo Guastavillani (né à Bologne en Émilie-Romagne, Italie, alors dans les États pontificaux, le 28 septembre 1541 et mort à Rome le 17 août 1587), est un cardinal italien du XVIe siècle.
Il est le neveu du pape Grégoire XIII (1572-1585) (par sa mère) et le cousin du cardinal Filippo Boncompagni (1572).

## Biographie
Filippo Guastavillani est membre du conseil de Forty.
Le pape Grégoire XIII le crée cardinal lors du consistoire du 5 juillet 1574. Le cardinal Guastavillani est gouverneur de Spolète, gouverneur d'Ancône et abbé commendataire de l'abbaye de Nonantola à partir de 1582. Il est camerlingue de la Sainte Église en 1584-1587. Guastavillani est aussi gouverneur de Montis Castelli Tudertini et gouverneur de Bologne et de Ferrare.
Le cardinal Boncompagni participe au conclave de 1585 (élection de Sixte V).